# 44167 Patriciaquinn
44167 Patriciaquinn è un asteroide della fascia principale. Scoperto nel 1998, presenta un'orbita caratterizzata da un semiasse maggiore pari a 2,3626238 au e da un'eccentricità di 0,0680483, inclinata di 8,20845° rispetto all'eclittica.